# Круповьеса, Хуан Анхель
Хуа́н А́нхель Круповье́са (исп. Juan Ángel Krupoviesa; род. 16 апреля 1979, Сан-Мигель-де-Тукуман) — аргентинский футболист, выступавший на позиции защитника, тренер.

## Биография
Дебютировал в Примере Аргентины 5 марта 2000 года в гостевом матче «Эстудиантеса» против «Ривер Плейта», закончившемся вничью 2:2. Перешёл в «Боку Хуниорс» в 2005 году и начал выигрывать с командой многочисленные титулы.
В октябре 2006 года Круповьеса получил серьёзную травму, которая помешала ему играть более года — по этой причине Круповьеса не является, в частности, победителем Кубка Либертадорес 2007, который завоевали его партнёры по «Боке».
В начале 2008 года Хуан на правах аренды отправился в марсельский «Олимпик». Вернулся в «Боку» в июле 2008 года и выиграл с ней третий чемпионский титул в Аргентине — Апертуру 2008 года. В 2010—2011 годах выступал за «Арсенал» из Саранди, в 2011 году перешёл в «Чакариту Хуниорс», в которой провёл последний сезон в игровой карьере.
По окончании карьеры футболиста стал работать тренером резервных составов в «Эстудиантесе».

## Титулы
- Чемпион Аргентины (3): 2005 (Апертура), 2006 (Клаусура), 2008 (А)
- Обладатель Южноамериканского кубка (1): 2006
- Обладатель Рекопы Южной Америки (2): 2005, 2006